# モーエンス・フレユ
モーエンス・フレユ（Mogens Frey、1941年7月2日 - ）は、デンマーク、グロストループ出身の元自転車競技選手。
本名は、モーエンス・フレユ・イェンセン（Mogens Frey Jensen）。

## 来歴
デンマーク国籍選手として、初めてツール・ド・フランスで区間優勝を果たした選手として知られる。1968年メキシコシティーオリンピックでは、金、銀のメダルを獲得した。
1963年
- デンマーク選手権 アマ団体追い抜き 優勝

1964年
- デンマーク選手権 アマ団体追い抜き 優勝
- デンマーク選手権 アマ個人追い抜き 優勝

1966年
- デンマーク選手権 アマ個人追い抜き 優勝

1967年
- トラックレース世界選手権・個人追い抜き 2位
- デンマーク選手権 アマロードレース 優勝
- デンマーク選手権 アマ個人追い抜き 優勝

1968年
- メキシコシティオリンピック
  -  団体追い抜き 優勝（+ パー・リュンゲマーク、レノ・オルセン、グンナー・アスムセン）
  -  個人追い抜き 2位
- トラックレース世界選手権・個人追い抜き 優勝
- デンマーク選手権 アマ団体追い抜き 優勝
- デンマーク選手権 アマ個人追い抜き 優勝

1969年
- ロードレース世界選手権・団体タイムトライアル 2位

1970年、プロ転向
- ツール・ド・フランス 区間1勝(第9)